# Liz-Beth Olsson
Liz-Beth Olsson, egentligen Lisbeth Lundquist (från början Lundgren), född 26 januari 1936, död 15 mars 1988, var en svensk sångerska och skådespelerska.

## Biografi
1959 gjorde Olsson rösten till huvudkaraktären Aurora i Walt Disneys film Törnrosa, efter att hon vunnit en skönhetstävling samma år.
Detta blev också hennes enda dubbningsroll.
1964 gifte sig Olsson med Hugo Martin Lundquist (född 1932), med vilken hon fick sonen Hugo Mattias Lundquist (född 1975).

## Filmografi
- 1959 - Törnrosa